# Avenue Gabriel-Péri (Asnières-sur-Seine et Gennevilliers)
Pour les articles homonymes, voir Avenue Gabriel-Péri.
L'avenue Gabriel-Péri est une voie de communication située, au sud de son tracé, sur le territoire d'Asnières-sur-Seine, au nord, sur celui de Gennevilliers ; dans sa partie médiane, l'avenue constitue la limite entre les deux communes,. Elle suit le parcours de la route départementale 109.

## Situation et accès

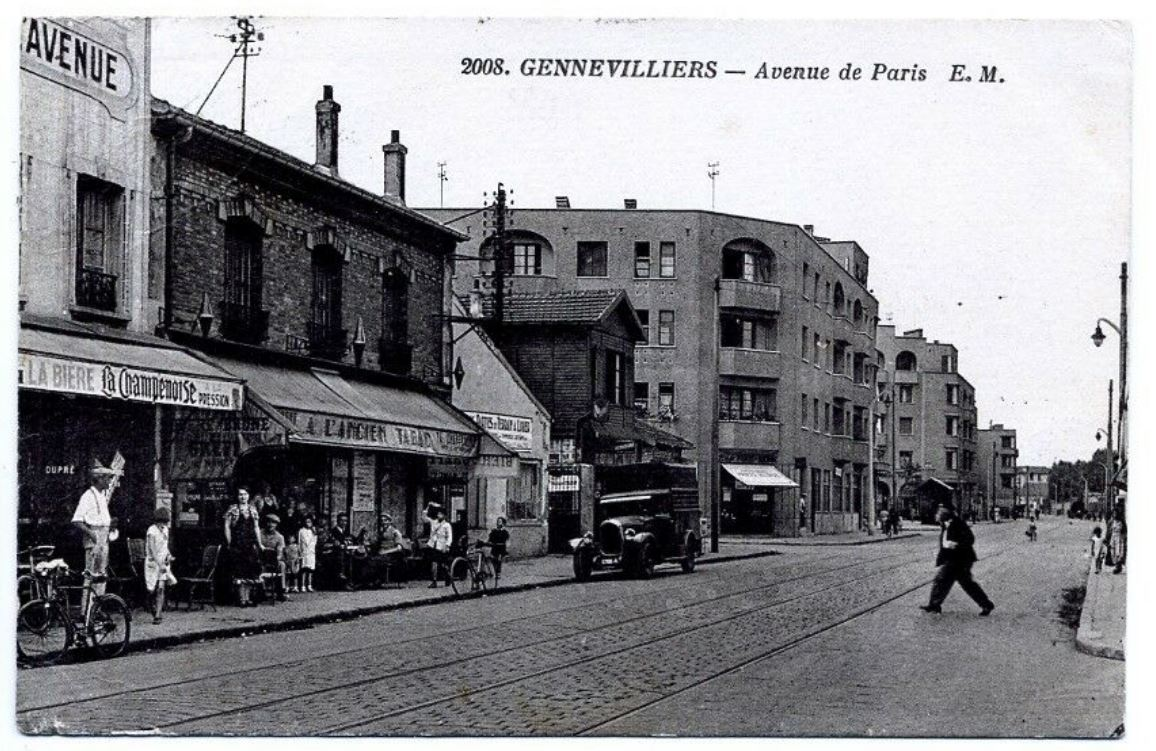
Gennevilliers, avenue de Paris.

Elle commence au carrefour de la rue Jean-Jaurès, de la rue Louis-Calmel et du boulevard Zéphirin-Camélinat.
Elle passe ensuite devant la rue du Puits-Guyon puis traverse la rue des Bas et se termine place Voltaire.
L'avenue Gabriel-Péri est accessible par la station de métro Gabriel Péri, sur la ligne 13 du métro de Paris.

## Origine du nom
Cette avenue a été renommée en hommage à Gabriel Péri, journaliste et homme politique français (1902-1941).

## Historique

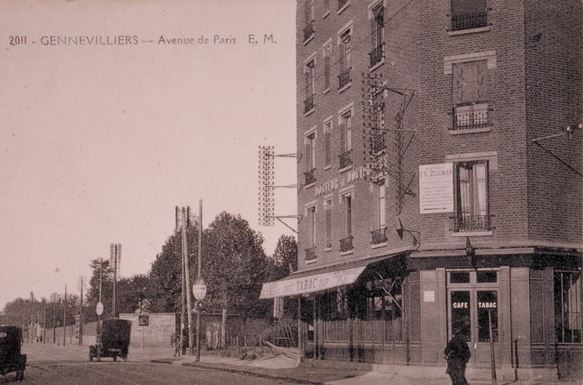
Gennevilliers, avenue de Paris.

Cette avenue est l'ancien axe qui menait de la vieille ville de Gennevilliers vers Paris. 
Au XVIIIe siècle, la partie nord s'appelait rue des Marchais avant de prendre le nom d'avenue de Paris.
Dans les environs, se trouvent le lieu-dit appelé Puits-Guyon et le Pré-Marchais sur lequel est construite la mairie.

## Bâtiments remarquables et lieux de mémoire

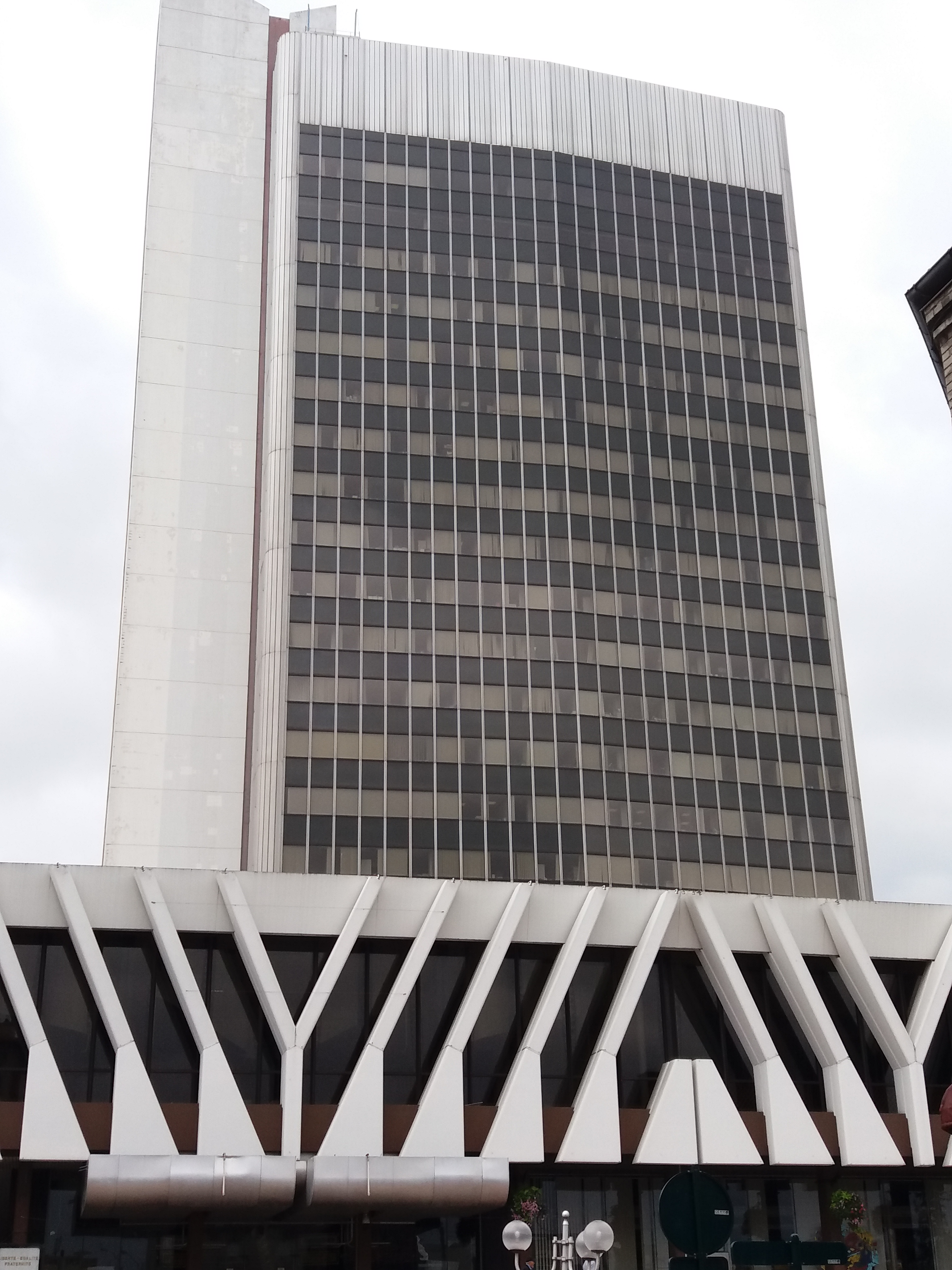
Mairie de Gennevilliers.

- Hôtel de ville de Gennevilliers, immeuble de vingt étages construit en 1973[4].
- Salle des fêtes de Gennevilliers.
- Ancien cimetière de Gennevilliers[5], entre la rue Georges-Thoretton, la rue du Puits-Guyon et l'avenue Claude-Debussy[6], utilisé jusqu'en 1965. Les sépultures en ont été transférées au cimetière de Gennevilliers de 1986 à 2008. En 2021 y est édifié un ensemble architectural destiné à devenir le centre-ville de la commune[7].
- À l'angle de l'avenue de la République, une presse hydraulique Bliss, vestige des usines Chausson qui se trouvaient à cet endroit[8],[9], après l'absorbtion de Chenard et Walcker. Une avenue Chausson en conserve le souvenir.